# Districte de Tvrdošín
El districte de Tvrdošín - (eslovac) Okres Tvrdošín - és un dels 79 districtes d'Eslovàquia. Es troba a la regió de Žilina. Té una superfície de 478,92 km², i el 2013 tenia 36.037 habitants. La capital és Tvrdošín.

## Demografia
| Godina             | 1994   | 2004   | 2014   | 2024   |
| ------------------ | ------ | ------ | ------ | ------ |
| Nombre de persones | 33.588 | 35.541 | 36.066 | 35.749 |
| Diferència         |        | +5,81% | +1,47% | −0,87% |

| Godina             | 2023   | 2024   |
| ------------------ | ------ | ------ |
| Nombre de persones | 35.745 | 35.749 |
| Diferència         |        | +0,01% |

## Llista de municipis

### Ciutats
- Tvrdošín
- Trstená

### Pobles
Brezovica | Čimhová | Habovka | Hladovka | Liesek | Nižná | Oravský Biely Potok | Podbiel | Suchá Hora | Štefanov nad Oravou | Vitanová | Zábiedovo | Zuberec
1. 1 2  «Počet obyvateľov podľa pohlavia - obce (ročne) [om7102rr_obce=AREAS_SK]».   Statistical Office of the Slovak Republic, 31-03-2025. [Consulta: 31 març 2025].